# Parafia Matki Bożej Różańcowej w Horodyszczu
Parafia Matki Bożej Różańcowej w Horodyszczu – rzymskokatolicka parafia znajdująca się w diecezji pińskiej, w dekanacie baranowickim, na Białorusi.

## Historia
Pierwszy kościół w Horodyszczu ufundowali w ok. 1640 Kamieńscy. W 1864 w wyniku represji popowstaniowych kościół zamieniono na cerkiew prawosławną, a parafię zlikwidowano. W 1918 zniszczoną w wyniku działań wojennych świątynię zwrócono katolikom i odbudowano. 
Podczas okupacji niemieckiej administratorem parafii był ks. Jan Jezierski. Został aresztowany przez Niemców i był przetrzymywany w obozie koncentracyjnym w Kołdyczewie. 14 listopada 1942 r. został zagazowany w samochodzie przekształconym w komorę gazową, w uroczysku Lachówka, wraz z co najmniej 6 innymi kapłanami.
Po II wojnie światowej komuniści zamknęli kościół, który został oddany w 1990.